# Povrly
Povrly (en allemand : Pömerle ou Pömmerle) est une commune du district et de la région d'Ústí nad Labem, en Tchéquie. Sa population s'élevait à 2 242 habitants en 2021.

## Géographie
Povrly se trouve sur la rive gauche de l'Elbe, à 8 km à l'est d'Ústí nad Labem et à 70 km au nord-nord-ouest de Prague.
La commune est limitée par Chuderov, Libouchec et Malšovice au nord, par Dobkovice à l'est, par l'Elbe et les communes de Těchlovice, Malé Březno et Velké Březno au sud, et par Ústí nad Labem et Ryjice à l'ouest.

## Histoire
La première mention écrite de la localité date de 1169.

## Transports
Par la route, Povrly se trouve à 11 km d'Ústí nad Labem et à 99 km de Prague.